# Juhász Levente
Juhász Levente (Budapest, 1990. július 21. –) magyar színművész, zeneszerző, énekes.

## Életpályája
2008-2011 között a Pesti Magyar Színiakadémia tanulója volt. Tanulmányai után szabadúszóként több színházban, többek között a tatabányai Jászai Mari Színházban, a komáromi Jókai Színházban, a Madách Színházban, a Pesti Magyar Színházban és a szolnoki Szigligeti Színházban játszott. Elvégezte a Baptista Teológiai Főiskola gospel-zenész szakát is.

## Magánélete
2019. február 22-én született meg Wégner Judittal közös kislányuk.
2023 óta Märcz Fruzsina színésznő párja.

## Színház

### Fontosabb szerepei
- William Shakespeare: Macbeth (Malcolm, Duncan Fia) – 2017/2018
- Johnny K. Palmer – Paso Doble: Suncity – A Holnap Tali! (Zalán) – 2017/2018
- Arthur Miller: A Salemi Boszorkányok (Zene) – 2015/2016
- William Shakespeare: A Makrancos Hölgy (Lucentio, Bianca Kisérõje ) – 2015/2016
- Stephen Schwartz: Godspell (Szereplők) – 2015/2016
- Claude-Michel Schönberg – Alain Boublil: A Nyomorultak (Szereplő) – 2014/2015
- Georges Feydeau: Tökfilkó (Victor, Londiner) – 2014/2015
- Kolozsi Angéla – Pálfi Kata: Kutyafül, Macskakő, Egérút (Zene) – 2014/2015
- Móricz Zsigmond – Kocsák Tibor – Miklós Tibor: Légy Jó Mindhalálig (Nagy Úr) – 2014/2015
- Presser Gábor – Sztevanovity Dusán – Horváth Péter: A Padlás (Herceg) – 2014/2015
- Pille Tamás – Juhász Levente: A Három Kismalac (Zene) – 2014/2015
- Romhányi József: Mekk Elek, Az Ezermester (Hangszerelte) – 2013/2014
- Dale Wasserman – Mitch Leigh – Joe Darion: La Mancha Lovagja (Az Atya , Mór) – 2013/2014
- Lázár Ervin: A Négyszögletű Kerek Erdő (Zenei Vezető, Zeneszerző) – 2012/2013
- Csukás István: A Nagy Ho-Ho-Ho Horgász (Hangszerelte) – 2012/2013
- Grimm Testvérek – Albert Péter – Barabás Árpád – Albert Péter – Lőrinczy Attila: Hófehérke Meg A Törpék (Törpék Hangja) – 2012/2013
- Arthur Miller: Az Ügynök Halála (Stanley) – 2012/2013
- Geszti Péter – Békés Pál – Dés László: A Dzsungel Könyve (Férfi I., Éhfarkas) – 2012/2013
- Békeffi István – Lajtai Lajos: A Régi Nyár (Miklós, Báró Jankovits Fia) – 2011/2012
- A Három Kismalac (Zene) – 2011/2012
- Móricz Zsigmond – Kocsák Tibor – Miklós Tibor: Légy Jó Mindhalálig (Nagy Úr) – 2011/2012
- Schwajda György: Himnusz (Mentor) – 2010/2011
- Neil Simon – Cy Coleman – Dorothy Fields: Sweet Charity (Daddy Segéde) – 2009/2010
- Dale Wasserman – Mitch Leigh – Joe Darion: La Mancha Lovagja (Gitáros) – 2007/2008

### Zeneszerzőként
- A beszélő köntös – bemutató: Katona József Színház, Kecskemét, 2018. október 5.
- Alíz Csodaországban – bemutató: Bartók Kamaraszínház, Dunaújváros, 2019. május 17.
- Macskafogó – bemutató: József Attila Színház, 2019. szeptember 28.
- Puskás, a musical – ősbemutató: Erkel Színház, 2020. augusztus 20.
- Kőszívű – ősbemutató: Margitszigeti Szabadtéri Színpad, 2022. június 17.